# Kalanchoe integrifolia
Kalanchoe integrifolia là một loài thực vật có hoa trong họ Crassulaceae. Loài này được Baker mô tả khoa học đầu tiên năm 1886.